# رافائو ماچکوویاک
رافائو ماچکوویاک (لهستانی: Rafał Maćkowiak؛ زادهٔ ۱ ژانویه ۱۹۷۵) بازیگر اهل لهستان است.
از فیلم‌ها یا مجموعه‌های تلویزیونی که وی در آن‌ها نقش داشته‌است، می‌توان به عزم راسخ ایرنا، بدون پنهان‌کاری، بچه‌ها و ماهی، ۱۹۸۳، قرارداد، پدر متیو، دوران افتخار، هتل ۵۲، لندنی‌ها، تیم، در خوشی و سختی، ۳۳ صحنه از زندگی و نامت یوستینه است اشاره نمود.